# Кунка Кожухарова
Кунка Стоянова Кожухарова е български ботаник, доцент.

## Биография
Родена е на 22 март 1948 г. в Пловдив. През 1970 г. завършва Висшия селскостопански институт в Пловдив. През 1973 г. започва работа в Ботаническата градина на Катедрата по ботаника при Висшия селскостопански институт. През 1983 г. защитава кандидатска дисертация на тема „Морфологични и биологични особености на някои хибриди и апомиктни форми от обикновената шипка (Rosa canina L.) и тяхното използуване“. От 1984 г. е асистент към Катедрата по ботаника, от 1985 г. – старши асистент, от 1987 г. – главен асистент. На 5 май 2005 е хабилитирана за доцент по екология и опазване на екосистемите (ботаника). Умира през 2015 г.